# Black No.1 (Little Miss Scare-All)
Black No.1 (Little Miss Scare-All) é um single de gothic metal da banda Type O Negative, de seu álbum de 1993, Bloody Kisses. As letras falam de um relacionamento com uma seguidora da subcultura gótica, fazendo referências ao Halloween, Nosferatu e Lily Munster.

## Faixas
1. "Black No. 1 (Little Miss Scare-All)"
2. "Christian Woman"
3. "Summer Breeze"
4. "We Hate Everyone"

## Créditos
- Peter Steele – Voz, contrabaixo
- Kenny Hickey – Guitarra, vocal de apoio
- Josh Silver – Cravo, sintetizador, vocal de apoio
- Sal Abruscato – bateria, percussão